# Cupaniopsis mouana
Cupaniopsis mouana là một loài thực vật có hoa trong họ Bồ hòn. Loài này được Guillaumin mô tả khoa học đầu tiên năm 1967.